# ティーアーハウプテン
ティーアーハウプテン (ドイツ語: Thierhaupten) は、ドイツ連邦共和国バイエルン州シュヴァーベン行政管区のアウクスブルク郡に属す市場町である。レヒ川東岸に位置しており、このためシュヴァーベン地方の本郡においては唯一バイエルン語地域に含まれる町である。

## 地理

### 位置
ティーアーハウプテンは、アウクスブルクとドナウヴェルトとのほぼ中間、レヒ川東岸の斜面に位置している。ウンタードルフ（下の村落）はレヒ川の谷に位置するが、オーバードルフ（上の村落）は丘陵地に位置している。エッツ地区やアルテンバッハ地区はレヒ低地、ケーニヒスブルンも一部はレヒ川沿いの斜面、ノイキルヒェン、ヴァイデン、ヘルツラルン、シュパルマンゼックは丘陵地である。西の町境はレヒ川であるが、川に面した集落はない。ティーアーハウプテン町内を南から北に向かってフリートベルガー・アハ川が流れている。南東のヴァイデナー・タールから流れてきたビッツ川は、ティーアーハウプテンでフリートベルガー・アハ川に注ぐ。フリートベルガー・アハ川はティーアーハウプテン南部をリュースグラーベンとミュールグラーベンに分かれて流れ、町の中心部で再び合流する。町への洪水の将来的な危険性を防止・軽減するために町域南部に2007年に水位調整池が建設され、フリートベルガー・アハ川に堤防が築かれた。1999年の聖霊降臨節の洪水であやうく大惨事になりかけたレヒ川もティーアーハウプテン側は堤防で囲まれている。

### 地質学
ティーアーハウプテン町内の最高地点はノイキルヒェン地区のキューベルク（海抜 499.1 m）である、ティーアーハウプテン地区自身では、クロイツベルク（海抜 478.7 m）が最高地点で、クロイツベルク・バイ・ティーアーハウプテン景観保護区を形成している。ノイキルヒェン地区の北に位置するヴュンシェンベルク（海抜 453.7 m）やティーアーハウプテンの南に位置するエーゼルスベルク（海抜 483.7 m）も印象的である。
自然環境区分上ティーアーハウプテンは、アルペンフォールラントの一部であるドナウ＝イラー＝レヒ平地に属している。ティーアーハウプテンの町域は自然環境区分上の小地区レヒタールとアイトリンガー・テラッセントレッペとに分類される。
レヒタール（レヒ川の谷）では、幅の広い箱状の谷に堆積した氷河期以後の礫の層が形成されている。この河岸段丘は、いわゆるニーダーテラス（下の段）とホーホテラス（上の段）からなる。ニーダーテラスはティーアーハウプテンでは草原や、KalkmagerrasenやStreuwiesenpflanzenが特徴的なハイデ（荒れ地）となっている。レヒ川は東に帯状の水辺の林（アルトネットとともにティーアーハウプテンのレヒアウエン自然保護区を形成している）があるものの、ティーアーハウプテンのレヒ低地には森がなく、生け垣や小さな森が点在するだけである。ティーアーハウプテンのハイデやエッツのハイデは、保護されているレヒタールハイデの一部である。ニーダーテラスと 8-10 m の高度差があるホーホテラスは黄土で覆われており、アイトリンガー・テラッセントレッペの丘陵地へ移行する。
ティーアーハウプテン地区とケーニヒスブルン地区は、アイトリンガー・テラッセントレッペの丘陵地に向かって広い森林地帯に囲まれている（北から南に、ブラント、ノイキルヒャー・ホルツ、ヴォルフシュラーク、ティーアハウプター・ホルツ、ツィーゲルベルク、エーデンハウザー・フォルスト）。その背後にはノイキルヒェン地区があるキューベルクがそびえ、その東側にはヴァイデン、ヘルツラルン、シュパルマゼックに囲まれたクラネ・パールの谷がある。この丘陵地では黄土層が厚く、そのためこの地域は耕作にとても適している。

### 隣接する市町村
ティーアーハウプテンは、北から時計回りに以下の市町村と境を接する。レヒ川東岸では以下の通り。
- ミュンスター（ドナウ＝リース郡）ヘーメルテン地区
- バール（アイヒャッハ＝フリートベルク郡）ウンターバール地区、オーバーバール地区、ハイムペルスドルフ地区
- ペットメス（アイヒャハ＝フリートベルク郡）オストエルツハウゼン地区
- アイントリング（アイヒャハ＝フリートベルク郡）エーデンハウゼン地区、アイジンガースドルフ地区、ピヒル地区
- トッテンヴァイス（アイヒャハ＝フリートベルク郡）バッハ地区、ザント地区

レヒ川西岸は以下の通り。
- マイティンゲン（アウクスブルク郡）マイティンゲン地区、ヴァルタースホーフェン地区、オステンドルフ地区
- エルガウ（アウクスブルク郡）

### 自治体の構成
この自治体は、2つのゲマルクンゲン（地区）からなり、8つのゲマインデタイル（小地区）を有している。
- 主邑であるティーアーハウプテン地区、小地区アルテンバッハ、ケーニヒスブルン、エッツ、ヴァイデンを含む。
- 教会村であるノイキルヒェン地区、小地区ドルフ・ヘルツラルン、アインエーデ・シュパルマンゼックを含む。この地区にはヴィース礼拝堂がある。

## 歴史

### 19世紀まで
地名は、ゲルマン人の集落であったことを示している。おそらく、この集落には元は動物の頭部 (Tierhäupter → Tierhaupten) が飾られていた。1776年に砂岩製の動物の頭部が発掘されており、その証拠とみなされている。
伝承によれば、750年頃にアギロルフィング家のバイエルン公タシロ3世がこの地にティーアーハウプテン修道院を創設したとされる。彼はここで行っていた狩りの途中で迷子になり、誓願によって従者と再会できた場所に感謝を込めて修道院を設立したと言われる。この伝承では、雌ジカ（狩猟の隠語では Tier と呼ばれる）が道を教えたので、ティーアーハウプテンの紋章には現在も雌ジカが描かれている。
955年にレヒフェルトの戦いが起きたが、その個々の戦闘はレヒ川東岸のティーアーハウプテンとメリングとの間で行われた。この時代の遺構がエーゼルスベルクの土塁跡で、ハンガリー土塁列の一部となっている。
バイエルン州で最も古いものの1つであるベネディクト会修道院はこの地域で重要な役割を演じた。中世にはこの修道院に下級の裁判権が委託され、修道院の基本的な運営権が確保されていた。この集落は、歳の市や家畜市を含む市場開催権も有していた。何百年も前の多くの建物が長い歴史を証明している。1600年頃に判事の館（1834年からは牧師館）や学校（現在は旅館）が建てられた。ロマネスク様式の聖ゲオルク教会（1334年の文献記録が遺る）に替えて1599年に新しく大きな村の教会聖ゲオルク教会が建設された。この教会は1819年に取り壊された。最も古い建物は、1170年に建設された修道院教会聖ペーター・ウント・パウル教会である。この教会は1812年に教区教会となった。1803年の世俗化により修道院自体は私有財となったが、修道院附属の森はバイエルン州が確保した。最後の修道院長エドムント・シュミットが修道院教会を購入し、町に寄贈した。この市場町は1983年に残りの旧修道院の建物を買収し、徹底的な改修工事を行った。
何世紀にもわたってティーアーハウプテンは繰り返し戦禍に見舞われた。たとえば、10世紀のハンガリーの侵攻や三十年戦争である。第二次世界大戦でもこの町は深刻な被害を受けた。

### 郡の帰属
市場町ティーアーハウプテンはノイブルク・アン・デア・ドナウ郡に属し、郡再編に伴って1972年7月1日にアウクスブルク＝ヴェスト郡に移管された。この郡は1973年5月1日に現在の名称であるアウクスブルク郡に改称された。

### 町村合併
バイエルン州の地域再編に伴い、1978年5月1日に、バール（オーバーバール、ウンターバール、デュルンベルクを含む）、ハイムペルスドルフ（レヒリングスツェル、オーバーペルルミューレ、ウンターペルルミューレを含む）およびミュンスターのアルテンバッハ集落とケーニヒスブルン集落がこの町に合併した。

### 自治体分離
1994年1月1日にバールは独立権を得て、再び独立した自治体となった。住民投票の結果、同じく1994年1月1日にハイムペルスドルフが新設された自治体バールに編入された。

## 住民

### 人口推移
1998年から2018年までの間にこの市場町の人口は3,836人から3,993人に157人、約 4.1 % 増加した。この数字を考える上で、1994年のバールの分離を考慮する必要がある。

## 行政

### 議会
ティーアーハウプテンの町議会は、町長1人と16議席の議員で構成されている。

### 首長
2014年からアントン・ブルッガー (CSU) がこの町の町長を務めている。彼は2020年3月15日の町長選挙で 67.1 % の支持票を獲得して町長職を維持した。

#### 1945年以降の町長
- エドムント・ヘルツル（1945年 - 1949年、1945年はアメリカ軍からの指名、1946年以降は選挙により選出された）
- クサヴァー・ブルッガー（1949年 - 1969年）
- ハインリヒ・シーダー（1969年 - 1978年）
- フリッツ・ヘルツル（1978年 - 1996年）
- フランツ・ネーアー（1996年 - 2014年）
- アントン・ブルッガー（2014年 - ）

### 紋章
図柄: バイエルンの菱形が描かれた頂部。主部は青地に、赤い舌を出して跳ねる金の雌ジカ。

## 文化と見どころ

### 博物館
- 郷土・民俗博物館
- クロスターミューレン博物館、製粉水車、製紙工場、搾油水車、木挽水車の模型がある。

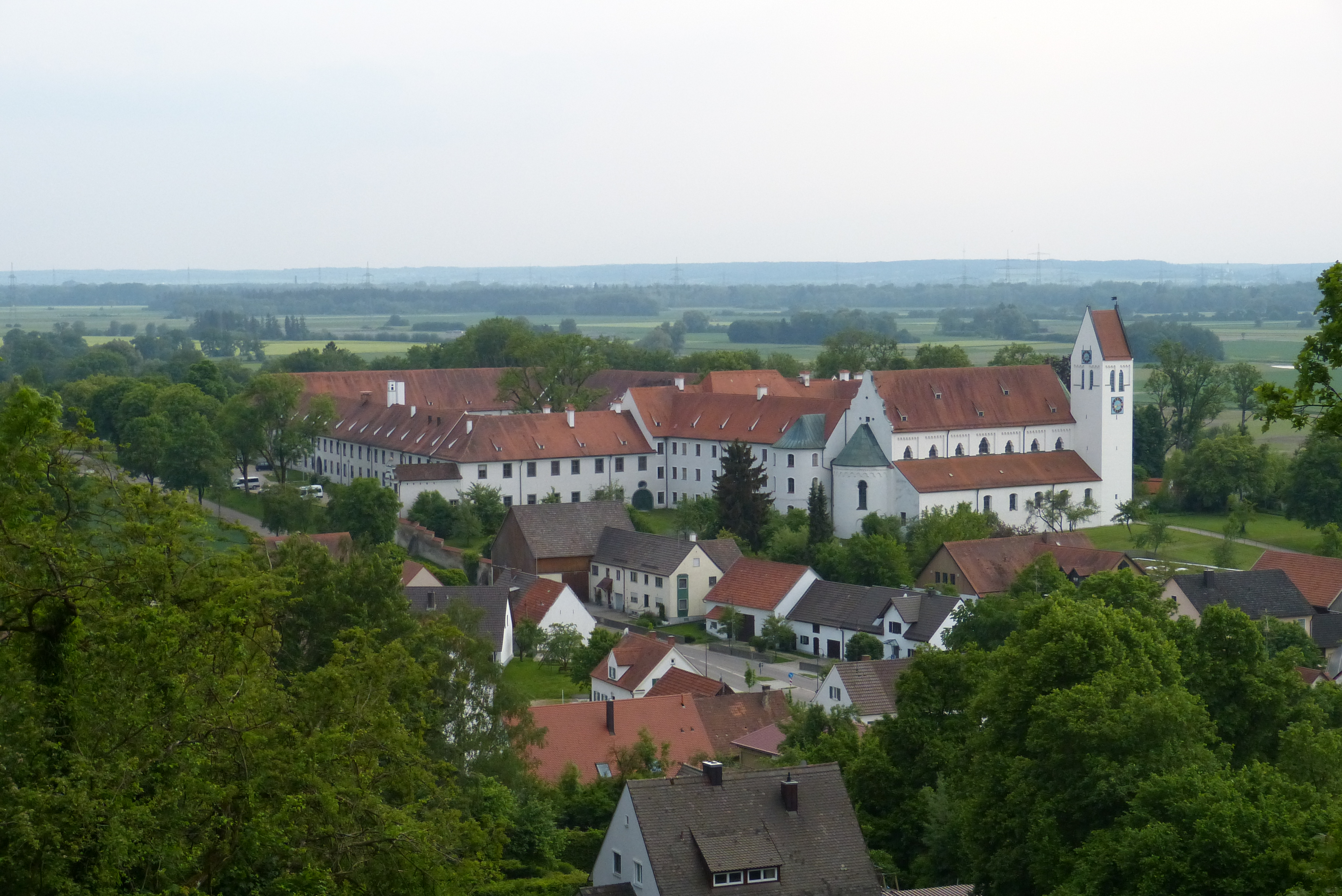
ティーアーハウプテン修道院と聖ペーターおよびパウル修道院教会

### 建築
- ティーアーハウプテン修道院、旧ベネディクト会修道院
- ティーアーハウプテンの聖ペーター・ウント・パウル修道院教会
- ノイキルヒェンの聖フィトゥス教区教会

### 年中行事
- ティーアーハウプテン・フェスト週間。毎年開催される民俗祭。馬が引く花の車のパレードがハイライト。8月15日前後の5-6日間開催される。地元クラブが持ち回りでフェスト週間を運営している。
- レオンハルディリット・ヘルツラルン
- クンストハントヴェルカーホーフ（工芸職人の館）ティーアーハウプテン修道院の建物でガルテンフェスト（庭園祭）とともに開催される。地元の果樹園・造園協会が運営する。
- 音楽協会のガルテンフェスト。おおむね果樹園・造園協会の祭の1週間前に開催される。
- 修道院の牛小屋で開催される漁師協会の漁師祭。多くの地元の魚料理が出店する。11月最初の週に1-2日間開催される。

## 経済と社会資本

### 労働市場
2021年6月30日現在、この町では、1,110人が社会保険支払い義務のある労働者として働いている。

### 交通
州道 St 2045号線（「マイティンガー通り」）が西（マイティンゲン、アウトバーン風に拡充された連邦道 B2号線）からバール (シュヴァーベン) 近くのティーアーハウプテンおよびペットメスを通って東に向かっている。2009年にそれまでの郡道 A25号線が、交通量増加のため州道 St 2381号線（「バーラー通り」一部は「ヘルツォーク＝タシロ通り」「アウクスブルガー通り」）に格上げされた。この道路は St 2047号線（ライン・アム・レヒ）からティーアーハウプテンを経由して南（アフィング＝ミュールハウゼン）に向かい、そこで St 2035号線に合流する。ロマンティック街道のドナウヴェルトとアウクスブルクとの間の新しいルートは、これまでのレヒ川沿いのシュヴァーベン側を通る連邦道 B2号線ではなく、アルトバイエルン側を通ることとなり、ティーアーハウプテンはこの重要なルート上にあるため、町は観光上の刺激を期待している。
ティーアーハウプテンの内市街は、重い交通負荷に悩まされている。これは主に、ティーアーハウプテンとマイティンゲンとの間の橋の北側にレヒ川に掛かる橋が約20 km もの間存在しないという事実によるものである。このためマイティンゲン - ライン - ペットメスのトライアングル内から南や西に向かうすべての交通がこの橋を通ることになる。同じことが対岸のシュヴァーベン側でも言える。
St 2381号線（アウクスブルガー通り）から来た郡道 A26号線は、ノイキルヒェン地区を通り、アイヒャッハ＝フリートベルク郡オストエルツハウゼンとの郡境まで行き、AIC 31号線となる。

### 地元企業
乗り合いバス会社エーゲンベルガー・ライゼは、ティーアーハウプテンに本社を置いている。

### 教育
- 工芸職人訓練教育アカデミー
- バイエルン建築アーカイブ
- ティーアーハウプテン町立図書館
- ティーアーハウプテン基礎課程・中等学校
- ティーアーハウプテン青年休暇の家
- ノイキルヒェン幼稚園
- ティーアーハウプテンの聖ペーター・ウント・パウル幼稚園
- ティーアーハウプテン村落および地方発展学校

## 関連図書
- Kleiner Kunstführer Nr. 829: Thierhaupten von Hugo Schnell, Schnell & Steiner (1966).
- Topographische Karten Bayern, Bl. 7431: Thierhaupten Bayerisches Landesvermessungsamt (1988).
- Mein Thierhaupten Gedichte von Gerlinde Ortegel Rita Fischer, (1998).
- Geschichte, Sanierung und heutige Nutzung des Klosters Thierhaupten. Dauerausstellung der Heimatpflege des Bezirks Schwaben. Katalog. von Peter Fassl, Bezirk Schwaben (2000).
- Thierhaupten. Ehemaliges Benediktinerkloster von Karin Hösch, Gregor Peda (Illustr.), Kunstverlag Peda (2001).
- St. Peter und Paul Thierhaupten, ehem. Benediktinerabteikirche, heute kath. Pfarrkirche von Gertrud Roth-Bojadzhiev und Anton Brandl, Schnell & Steiner (2005).
- Der oide Hos von Adalbert Mayr.
- Blick durch den Zaun von Adalbert Mayr (2000).
- Halbzeit von Adalbert Mayr (2005).